# Aszparuh bolgár kán
Ez a szócikk az Első Bolgár Birodalom uralkodójáról szól. Más jelentését lásd Aszparuh lapon.
Aszparuh vagy Iszperih (bolgárul: Аспарух, Aszparuh vagy Исперих, Iszperih), (kb. 640 – 701) a VII. század második felében a bolgár-török csapatok vezére volt, és állítólag 680/681-ben ő alapította meg az Első Bolgár Birodalmat. Ő a leghíresebb bolgár-török uralkodó. A neki és utódainak tulajdonított török eredetű  kán cím pontossága még mind a mai napig vita tárgyát képezi.

## Fiatalkora
A Bolgár kánok nevei című kézirat állítása szerint Aszparuh a Dulo-klánhoz tartozott, és 61 évig uralkodott. A kronológiai sorrend miatt ez utóbbi adatot mint az uralkodásának hosszát nem lehet elfogadni, de az uralkodó életének hosszát jelölhette. A Moszkov által felállított időrend szerint Aszparuh 668–695 között uralkodhatott. Más kronológiák gyakran említik uralkodásának utolsó éveként 700-at vagy 701-et, de ezt a „Névlista” állításaival nem lehet alátámasztani. A bizánci források szerint Aszparuh annak a Kuvratnak a fiatalabb fia volt, aki a mai Ukrajnában elterülő sztyeppéken megalapította a tágas Nagy-Bulgáriát. Aszparuh a valószínűleg 665-ben meghalt édesapja uralkodása idején szerezhetett jártasságot a politika és az államvezetés kérdéseiben. 665 után Aszparuh elismerte volna bátyja, Batbaján uralkodását, de az állam 668-ban a kazárok támadásai miatt felbomlott, s a két testvér útjai szétváltak, s más-más irányba kerestek népeikkel más, biztonságosabb területeket.

## Az Első Bolgár Birodalom megalapítása
Aszparuht 20 000–30 000 bolgár-török követte. Átkelt a Duna-deltán, s míg Bizánc fővárosát, Konstantinápolyt az arab I. Marván kalifa ostromolta (674–678), ő népével közösen Besszarábia déli, Dobrudzsa északi részén az Ongulnak nevezett területen letelepedett.  Mikor véget ért Konstantinápoly arab ostroma, 680-ban IV. Konstantin bizánci császár a bolgár-törökök valamint szláv szövetségeseik ellen vonult, és ellenségeit arra kényszerítette, hogy egy megerősített táborban keressenek maguknak védelmet. Hogy gyengélkedését meg tudják gyógyítani, le kellett mondania a hadsereg vezetői pozíciójáról, ám ez demoralizálta a seregeket, s olyan hírek keltek szárnyra, melyek szerint a császár el is hajózott a katonáktól. Mivel a bizánci sereg egyes részei elkezdték elhagyni a területet, a bolgár-törökök és szövetségeseik áttörték a blokádot, s az ongali csatánál megfutamították ellenségüket. Ezután a Duna-deltától gyorsan megközelítette a Balkán hegyvonulatait.

## Uralkodása
Aszparuh győzelme következtében a bolgár-törökök elfoglalták Moesiát, és egy bizonyos fajta szövetséget kötöttek a környékbeli szláv népekkel. (Ezeket a szlávokat szokták a hét szláv törzsnek nevezni). Amint 681-ben Aszparuh elkezdett átvonulni a hegyeken keresztül a bizánci Trákiába, IV. Konstantin úgy határozott, hogy megállítja veszteségeit, és egy olyan megállapodást kötött, melynek alapján a bolgár-törököknek éves hűbéri pénzt fizet. Ezeket az eseményeket visszatekintve a bolgár állam megalakulásaként és ennek a bizánci elismeréseként lehet értékelni. A későbbi hagyományok szerint Aszparuh alapította Pliszkát és Drăstărt, valamint a Dunától a Fekete-tengerig húzódó bolgár határvédő falak egyikét. Napjaink tudósai megkérdőjelezik, hogy vajon Aszparuh tette-e meg Pliskát Bulgária fővárosává, s azt gondolják, hogy az ország eredeti fővárosa valahol a mai Várna szomszédságában lehetett. Mivel a Bolgár Birodalom első, vagy talán első két évszázada alatt nyilvánvaló a több törzsből álló, tekintélyelvű társadalmi berendezkedés, a bolgár történészek lehetetlennek tartják egy olyan főváros megalapítását, melyet utólag nemzetinek lehet tekinteni. A későbbi hagyományok szerint Aszparuh a kazárokkal a Dunánál vívott csatában vesztette életét. Az egyik, Vaklinov bolgár történész által felállított elmélet szerint az uralkodó sírja Ukrajnában, a Dnyeper-menti Vozneszenka mellett van. A XVII. századi, megkérdőjelezett hitelességű volgai bolgár Dzsagfar tarihi írás szerint Aszparuh Kuvrat fia és örököse, valamint Tervel és Ajjar kánok apja volt.
Emlékét az Antarktisznál lévő Déli-Shetland-szigetekhez tartozó Livingston-szigeten álló Aszparuh-csúcs őrzi.

## Külső hivatkozások
- Rulers of Bulgaria - Asparuh

## Fordítás
- Ez a szócikk részben vagy egészben  az   Asparuh of Bulgaria című angol Wikipédia-szócikk ezen változatának fordításán alapul.  Az eredeti cikk szerkesztőit annak laptörténete sorolja fel. Ez a jelzés csupán a megfogalmazás eredetét és a szerzői jogokat jelzi, nem szolgál a cikkben szereplő információk forrásmegjelöléseként.

| Előző uralkodó: nem volt | Bulgária kánja 668 – 701 | Következő uralkodó: Tervel |